# سن لویی، رئونیون
شهر سن لویی، رئونیون (به فرانسوی: Saint-Louis, Réunion) در شهرستان رئونیون در ناحیه رئونیون با جمعیت ۴۹٬۴۵۵ نفر در کشور فرانسه واقع شده‌است